# Girardota
Girardota é uma cidade e município da Colômbia, no departamento de Antioquia. Seu nome é uma homenagem a Atanasio Girardot, personagem importante na luta independentista da Colômbia e da Venezuela.
Faz parte da região metropolitana de Medellín. Dista 26 quilômetros de Medellín, a capital do departamento. Apresenta uma área de 82 quilômetros quadrados e sua população, de acordo com o censo de 2005, é formada por 42.744 habitantes.